# 쏸차이
쏸차이(중국어: 酸菜→신 채소)는 중국의 절임 음식이다. 중국 남부에서는 갓을, 북부에서는 배추를 사용해 담근다.

## 같이 보기
- 둥차이
- 셴차이
- 자차이
- 파오차이